# Bhagatrav

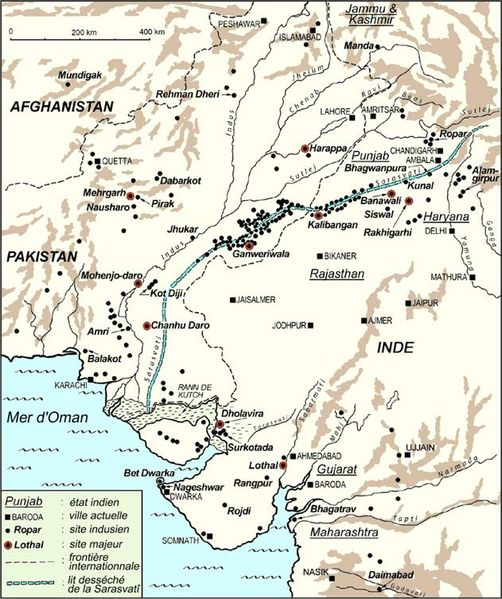
Położenie Bhagatrav u ujścia Narmady

Bhagatrav – starożytna osada protomiejska na terenie należącym do cywilizacji doliny Indusu, obecnie stanowisko archeologiczne w zachodnich Indiach, w stanie Gudźarat. Położone w pobliżu ujścia rzeki Narmady, na wybrzeżu Morza Arabskiego. W czasach świetności port morski, prawdopodobnie podobny do Lothalu, funkcjonujący w oparciu o znajdujące się nieopodal kopalnie agatu i dający dostęp do położonych w dolinach Narmady i Tapti kompleksów leśnych.

## Port morski
Bhagatrav, z racji swojego położenia, najprawdopodobniej było ważnym portem morskim kultury harappańskiej, podobnie jak inne harappańskie miasta nadmorskie.
Na przestrzeni lat cofki morskie i powodzie spowodowane nadrzecznym położeniem osady w znacznym stopniu rozmyły pozostałości stanowiska. Główna część starożytnej osady znajduje się obecnie pod wodą, a do eksploracji pozostał jedynie obszar, z perspektywy całości pierwotnego miasta „peryferyjny”. Przez osiem miesięcy w roku miejsce to jest otoczone wodą.

## Wykopaliska i chronologia
Pierwsze wykopaliska przeprowadzono w latach 1957-58 a dowodził nimi S.R. Rao z Archaeological Survey of India (ASI).
Wykopaliska ujawniły artefakty archeologiczne do głębokości 2,25 metra z dwóch zupełnie różnych okresów kulturowych, nazwanych odpowiednio okresem I i okresem II. 
Okres I przypisuje się do czasów cywilizacji Indusu. Został on dalej podzielony na dwa podokresy, I-A i I-B, reprezentujące odpowiednio fazę miejską (okres tzw. ‘’’dojrzałej kultury harappańskiej’’’ i fazę post-miejską kultury Harappy (fazę schyłkową, IAR 1957-8). Okres I-A dostarczył typów ceramiki podobnych do tych z Lothal i Rangpur okresu II-A, podczas gdy okres Bhagatrav I-B ujawnił formy ceramiki typowe dla okresu schyłkowego pomiejskiej, takie jak naczynie z krótkim, wystającym brzegiem czy mały dzban z lekko wydłużoną szyjką. Na podstawie znalezisk można przypuszczać, że miejsce zostało opuszczone w podobnym czasie, co inne ośrodki induskie.
Okres II to znaleziska znacznie późniejsze, z okresu średniowiecza. Nie mają one związku z kulturą harappańską.

## Znaczenie
Bhagatrav znane jest z tego, że jestem jednym z najbardziej na południe wysuniętych stanowisk kultury harappańskiej. Ośrodkiem położonym nieco dalej na półudnie, ale też i w głębi lądu, było Daimabad. Odległość między Mandą w Dżammu (jedną z najbardziej wysuniętych na północ osad harappańskich w Dżammu i Kaszmirze, nie licząc znacznie oddalonego od pozostałych ośrodków Shortugai) a Bhagatrav wynosi około 1350 kilometrów, co pokazuje, jak rozległą była cywilizacja Indusu.
Na podstawie znalezisk archeologicznych wnioskuje się, że Bhagatrav, jako miasto nadbrzeżne i portowe, pozostawało w kontakcie z innymi ośrodkami swojej epoki, szczególnie tymi położonymi na półwyspie Kathijawar (który wchodzi w skład krainy historyczno-geograficznej znanej jako Saurashtra), a być może także z dalszymi ośrodkami, takimi jak Sutkagen Dor, Sokhta Koh czy Kot Bala.
Zauważono, że powódź była jedną z przyczyn upadku niektórych osad harappańskich, takich jak właśnie Bhagatrav, ale też Lothalu, Rangpuru, Desalpuru, Chanhu Daro i innych.